# Football Club Fleury 91 2019-2020
Questa voce raccoglie le informazioni riguardanti la squadra femminile del Football Club Fleury 91 nelle competizioni ufficiali della stagione 2019-2020.

## Stagione
La stagione si apre con la riconferma del tecnico Habib Boumezoued, che aveva allenato la squadra nell'ultima parte della stagione precedente, e con la decisione di muoversi sul mercato estivo in tutti i settori. Boumezoued guida la squadra fino all'11ª giornata quando la società gli offre di passare alla prima squadra maschile che milita in Championnat National 2 e al suo posto viene ingaggiato David Fanzel.
In Division 1 la squadra ottiene buoni risultati che gli permettono di militare a metà classifica del campionato ben distante dalla zona retrocessione, raggiungendo la quinta posizione nella 10ª e nella 12ª giornata e mantenendo la settima fino alla 16ª giornata quando il campionato viene interrotto come provvedimento nel combattere la diffusione della pandemia di COVID-19 in Francia. Dopo qualche mese di attesa, il 28 aprile 2020, il primo ministro Édouard Philippe ha annunciato la fine della stagione per tutti i campionati professionistici, compresa la D1, la cui classifica finale sarebbe stata decisa dopo la 16ª giornata.
Nel frattempo il percorso del Fleury in Coppa di Francia si era interrotto già ai sedicesimi di finale, con la sconfitta esterna per 2-1 con il Guingamp.

## Divise e sponsor
La grafica delle divise ripropone i colori sociali del club, il rosso e il nero. Il main sponsor era a società di trasporti Bovis, lo sponsor tecnico, fornitore delle tenute da gioco, SKITA.
| Casa | Trasferta |

## Organigramma societario
Area tecnica
- Allenatore: Habib Boumezoued (1ª-11ª giornata)
- Allenatore: David Fanzel (12ª-16ª giornata)
- Vice allenatore:
- Preparatore dei portieri:
- Preparatore atletico:
- Medico sociale:
- Fisioterapista:

## Rosa
Rosa, ruoli e numeri di maglia come da sito statsfootofeminin.fr, aggiornati al 7 settembre 2019.
| N. |                        | Ruolo | Calciatore                 |
| -- | ---------------------- | ----- | -------------------------- |
| 1  | Francia (bandiera)     | P     | Laëtitia Philippe          |
| 2  | Camerun (bandiera)     | D     | Claudine Meffometou Tcheno |
| 3  | Danimarca (bandiera)   | D     | Cecilie Sandvej            |
| 4  | Danimarca (bandiera)   | D     | Rikke Sevecke (capitano)   |
| 6  | Stati Uniti (bandiera) | C     | Daphne Corboz              |
| 7  | Francia (bandiera)     | A     | Marina Makanza             |
| 9  | Danimarca (bandiera)   | A     | Stine Larsen               |
| 10 | Francia (bandiera)     | C     | Céline Chatelain           |
| 11 | Francia (bandiera)     | A     | Julie Machart-Rabanne      |
| 12 | Stati Uniti (bandiera) | A     | Hannah Diaz                |

| N. |                    | Ruolo | Calciatore             |
| -- | ------------------ | ----- | ---------------------- |
| 15 | Francia (bandiera) | D     | Léna Jouan             |
| 16 | Francia (bandiera) | P     | Maryne Gignoux-Soulier |
| 18 | Francia (bandiera) | A     | Melvine Malard         |
| 20 | Francia (bandiera) | D     | Charlotte Fernandes    |
| 23 | Francia (bandiera) | D     | Teninsoun Sissoko      |
| 26 | Francia (bandiera) | C     | Kelly Gadéa            |
| 28 | Francia (bandiera) | D     | Marine Haupais         |
| 30 | Francia (bandiera) | P     | Pauline Benoist        |
| 33 | Francia (bandiera) | D     | Laurine Pinot          |
|    | Francia (bandiera) | C     | Marine Dafeur          |

## Calciomercato

### Sessione estiva
| Acquisti | Acquisti            | Acquisti           | Acquisti    |
| R.       | Nome                | da                 | Modalità    |
| -------- | ------------------- | ------------------ | ----------- |
| P        | Laëtitia Philippe   | Rodez              | definitivo  |
| D        | Claudine Meffometou | Guingamp           | definitivo  |
| D        | Cecilie Sandvej     | 1. FFC Francoforte | definitivo  |
| D        | Rikke Sevecke       | Brøndby            | definitivo  |
| C        | Sonia O'Neill       | Spalato            | definitivo  |
| C        | Jenna Dear          | Vålerenga          | definitivo  |
| A        | Lorena Azzaro       | Olympique Lione    | svincolata  |
| A        | Hannah Diaz         | Lilla              | definitivo  |
| A        | Stine Larsen        | Brøndby            | definitivo  |
| A        | Marina Makanza      | Paris FC           | definitivo  |
| A        | Melvine Malard      | Olympique Lione    | in prestito |

| Cessioni | Cessioni              | Cessioni            | Cessioni   |
| R.       | Nome                  | a                   | Modalità   |
| -------- | --------------------- | ------------------- | ---------- |
| P        | Blandine Joly         | Olympique Marsiglia | definitivo |
| C        | Maéva Clémaron        | Everton             | definitivo |
| C        | Rachel Corboz         | Stade Reims         | definitivo |
| A        | Nadjma Ali Nadjim     | Olympique Marsiglia | definitivo |
| A        | Marie-Charlotte Léger | Montpellier         | definitivo |
| A        | Sarah Palacin         | Olympique Marsiglia | definitivo |

### Sessione invernale
| Acquisti         | Acquisti     | Acquisti       | Acquisti   |
| R.               | Nome         | da             | Modalità   |
| ---------------- | ------------ | -------------- | ---------- |
|                  |              |                |            |
| Altre operazioni |              |                |            |
| R.               | Nome         | da             | Modalità   |
| D                | Emma Checker | Melbourne City | definitivo |

| Cessioni | Cessioni | Cessioni | Cessioni |
| R.       | Nome     | a        | Modalità |
| -------- | -------- | -------- | -------- |
|          |          |          |          |

## Risultati

### Division 1

#### Girone di andata
| Arbitro: | Coppola |

|                                                   |           |             |
| Sevecke 5’ (aut.) Shaw 75’, 90’ Asseyi 82’ (rig.) | Marcatori | 79’ Makanza |

| Arbitro: | Beyer |

|             |           |                                        |
| Makanza 36’ | Marcatori | 21’ (rig.), 49’ Petermann 39’ Puntigam |

| Arbitro: | Jennifer Maubacq |

|                                                                       |           |  |
| Marozsán 10’, 39’ Le Sommer 31’, 51’ Mbock Bathy 56’ Christiansen 75’ | Marcatori |  |

| Arbitro: | Coppola |

|  |           |            |
|  | Marcatori | 76’ Malard |

| Arbitro: | Bartnik |

|  |           |                      |
|  | Marcatori | 4’ Däbritz 43’ Diani |

| Arbitro: | Maubacq |

|             |           |            |
| Makanza 50’ | Marcatori | 89’ Clerac |

| Arbitro: | Elbour |

|  |           |           |
|  | Marcatori | 5’ Corboz |

| Arbitro: | Rochebilière |

|                                             |           |            |
| Larsen 49’, 57’ Gadéa 62’ Corboz 77’ (rig.) | Marcatori | 45’ Cardia |

| Arbitro: | Catania |

|             |           |                      |
| Makanza 25’ | Marcatori | 29’ (rig.) Bussaglia |

| Arbitro: | Laur |

|  |           |                       |
|  | Marcatori | 55’ Gadéa 61’ Makanza |

| Arbitro: | Laur |

|                                |           |                                |
| Corboz 86’ (rig.) Malard 90+1’ | Marcatori | 1’, 35’ Sällström 90+2’ Thiney |

#### Girone di ritorno
| Arbitro: | Guillemin |

|  |           |            |
|  | Marcatori | 49’ Larsen |

| Arbitro: | Maubacq |

|  |           |                           |
|  | Marcatori | 18’ Traoré 72’ Oparanozie |

| Arbitro: | Elbour |

|                                         |           |  |
| Petermann 79’ Karchaoui 81’ Léger 90+2’ | Marcatori |  |

| Arbitro: | Beyer |

|  |           |                |
|  | Marcatori | 7’, 83’ Asseyi |

| Arbitro: | Bartnik |

|                  |           |                                   |
| Salomon 38’, 87’ | Marcatori | 16’ Larsen 20’ Malard 75’ Haupais |

| 14 marzo 2020, ore 14:30 CET 17ª giornata | Digione | – Annullata | Fleury |  |

| 28 marzo 2020, ore --:-- CET 18ª giornata | Fleury | – Annullata | Olympique Lione |  |

| 4 aprile 2020, ore --:-- CEST 19ª giornata | Fleury | – Annullata | Metz |  |

| 18 aprile 2020, ore --:-- CEST 20ª giornata | Paris FC | – Annullata | Fleury |  |

| 16 maggio 2020, ore --:-- CEST 21ª giornata | Fleury | – Annullata | Stade Reims |  |

| 30 maggio 2020, ore --:-- CEST 22ª giornata | Paris Saint-Germain | – Annullata | Fleury |  |

### Coppa di Francia
| Arbitro: | Bartnik |

|            |           |                       |
| Haupais 6’ | Marcatori | 50’ Fleury 59’ Traoré |

## Statistiche

### Statistiche di squadra
| Competizione     | Punti | In casa | In casa | In casa | In casa | In casa | In casa | In trasferta | In trasferta | In trasferta | In trasferta | In trasferta | In trasferta | Totale | Totale | Totale | Totale | Totale | Totale | DR  |     |
| Competizione     | Punti | G       | V       | N       | P       | Gf      | Gs      | G            | V            | N            | P            | Gf           | Gs           | G      | V      | N      | P      | Gf     | Gs     | DR  |     |
| ---------------- | ----- | ------- | ------- | ------- | ------- | ------- | ------- | ------------ | ------------ | ------------ | ------------ | ------------ | ------------ | ------ | ------ | ------ | ------ | ------ | ------ | --- | --- |
| Division 1       | 20    | 8       | 1       | 2       | 5       | 9       | 15      | 8            | 5            | 0            | 3            | 9            | 15           | 26     | 16     | 6      | 2      | 8      | 18     | 30  | -12 |
| Coppa di Francia | -     | 1       | 0       | 0       | 1       | 1       | 2       | -            | -            | -            | -            | -            | -            | 1      | 0      | 0      | 1      | 1      | 2      | -1  |     |
| Totale           | -     | 9       | 1       | 2       | 6       | 10      | 17      | 8            | 5            | 0            | 3            | 9            | 15           | 17     | 6      | 2      | 9      | 19     | 32     | -13 |     |

### Andamento in campionato
| Giornata  | 1  | 2 | 3  | 4 | 5  | 6 | 7 | 8 | 9 | 10 | 11 | 12 | 13 | 14 | 15 | 16 | 17 | 18 | 19 | 20 | 21 | 22 |
| --------- | -- | - | -- | - | -- | - | - | - | - | -- | -- | -- | -- | -- | -- | -- | -- | -- | -- | -- | -- | -- |
| Luogo     | T  | C | T  | T | C  | C | T | C | C | T  | C  | T  | C  | T  | C  | T  | -  | -  | -  | -  | -  | -  |
| Risultato | P  | P | P  | V | P  | N | V | V | N | V  | P  | V  | P  | P  | P  | V  | -  | -  | -  | -  | -  | -  |
| Posizione | 10 | 8 | 12 | 7 | 10 | 9 | 7 | 6 | 7 | 5  | 7  | 5  | 7  | 7  | 7  | 7  | -  | -  | -  | -  | -  | -  |

Legenda:

Luogo: C = Casa; T = Trasferta. Risultato: V = Vittoria; N = Pareggio; P = Sconfitta.

### Statistiche delle giocatrici
| Giocatore          | Division 1 | Division 1 | Division 1  | Division 1 | Coppa di Francia | Coppa di Francia | Coppa di Francia | Coppa di Francia | Totale   | Totale | Totale      | Totale     |
| Giocatore          | Presenze   | Reti       | Ammonizioni | Espulsioni | Presenze         | Reti             | Ammonizioni      | Espulsioni       | Presenze | Reti   | Ammonizioni | Espulsioni |
| ------------------ | ---------- | ---------- | ----------- | ---------- | ---------------- | ---------------- | ---------------- | ---------------- | -------- | ------ | ----------- | ---------- |
| L. Azzaro          | 15         | 0          | 0           | 0          | 0                | 0                | 0                | 0                | 15       | 0      | 0           | 0          |
| P. Benoist         | 0          | 0          | 0           | 0          | 0                | 0                | 0                | 0                | 0        | 0      | 0           | 0          |
| C. Chatelain       | 7          | 0          | 0           | 0          | -                | -                | -                | -                | 7        | 0      | 0           | 0          |
| D. Corboz          | 16         | 3          | 1           | 0          | 1                | 0                | 0                | 0                | 17       | 3      | 1           | 0          |
| M. Dafeur          | -          | -          | -           | -          | -                | -                | -                | -                | -        | -      | -           | -          |
| J. Dear            | 13         | 0          | 2           | 0          | -                | -                | -                | -                | 13       | 0      | 2           | 0          |
| H. Diaz            | 13         | 0          | 2           | 0          | 1                | 0                | 0                | 0                | 14       | 0      | 2           | 0          |
| C. Fernandes       | 11         | 0          | 3           | 0          | 1                | 0                | 0                | 1                | 12       | 0      | 3           | 1          |
| K. Gadéa           | 16         | 2          | 2           | 0          | 1                | 0                | 0                | 0                | 17       | 2      | 2           | 0          |
| M. Gignoux-Soulier | 5          | 0          | 0           | 0          | 1                | -2               | 0                | 0                | 6        | -2     | 0           | 0          |
| M. Haupais         | 14         | 1          | 3           | 0          | -                | -                | -                | -                | 14       | 1      | 3           | 0          |
| S. Larsen          | 14         | 4          | 0           | 0          | -                | -                | -                | -                | 14       | 4      | 0           | 0          |
| L. Philippe        | 11         | -21        | 0           | 0          | -                | -                | -                | -                | 11       | -21    | 0           | 0          |
| J. Piga            | 0          | 0          | 0           | 0          | -                | -                | -                | -                | 0        | 0      | 0           | 0          |